# Lithobius sokkriensis
Lithobius sokkriensis är en mångfotingart som beskrevs av Paik 1963. Lithobius sokkriensis ingår i släktet Lithobius och familjen stenkrypare. Inga underarter finns listade i Catalogue of Life.